# Béatrix Beck
Béatrix Beck, född 14 juli 1914 i Villars-sur-Ollon, Vaud, död 30 november 2008 i Saint-Clair-sur-Epte, Val-d'Oise, var en belgisk-fransk författare.
Hon var dotter till poeten Christian Beck.
Bara ett av hennes verk, Léon Morin, präst (Léon Morin, prêtre), finns översatt till svenska. Hon belönades med Prix Goncourt  för den boken, som även är filmatiserad. Det var nobelpristagaren André Gide, som hon arbetade som sekreterare hos, som uppmuntrade henne att bli författare.